# Ludwig von Büren

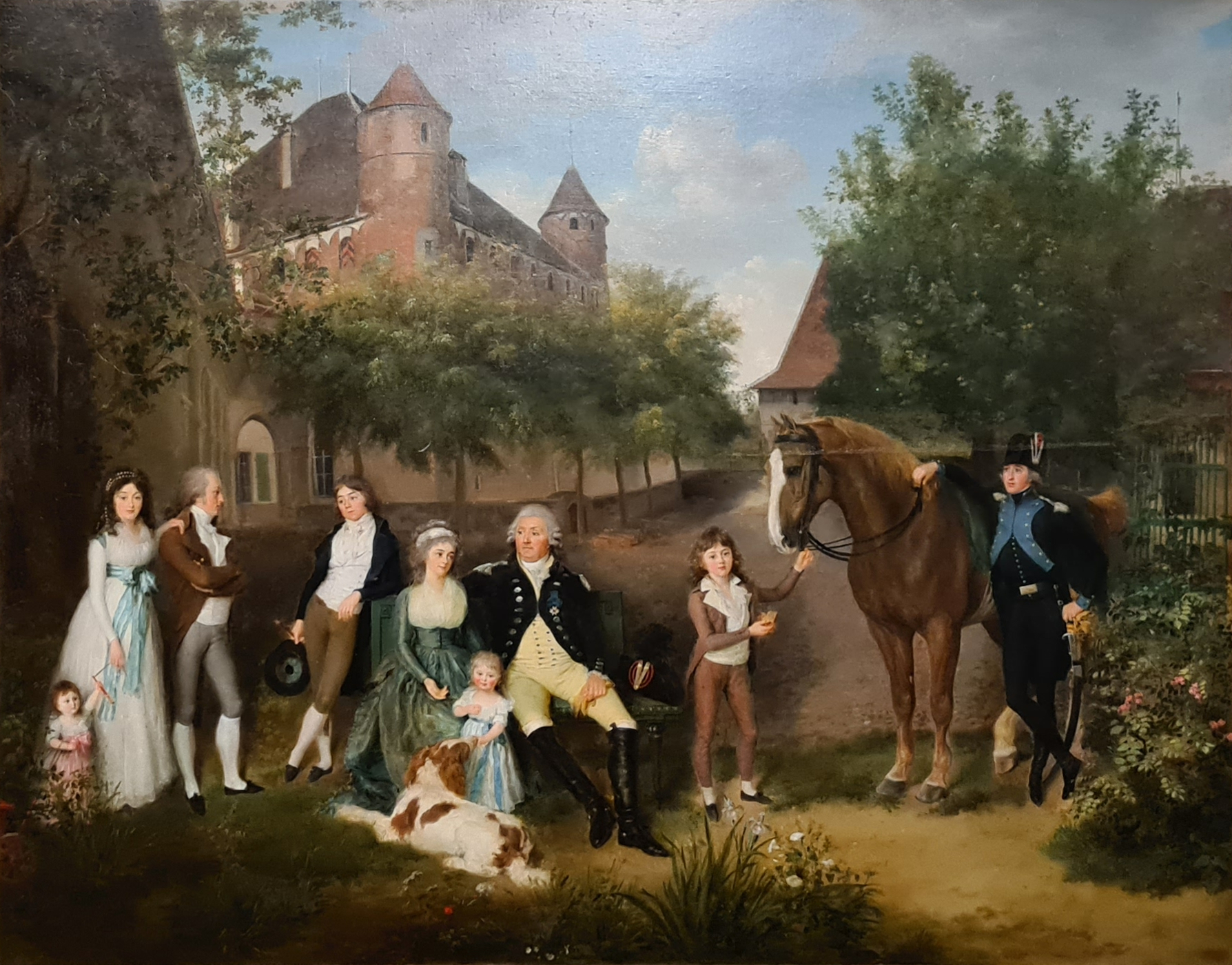
Ludwig von Büren und seine Familie, Porträt von Firmin Massot (1796)

Ludwig von Büren (* 3. Juli 1735 in Vaumarcus; † 21. Mai 1806 in Bern) war ein Schweizer Militär und Landvogt.

## Leben
Er entstammte dem Adelsgeschlecht von Büren und trat 1751 als Fähnrich ins französische Soldregiment Jenner ein. Als Offizier machte er im Regiment von Erlach den Siebenjährigen Krieg mit, wurde bei Sondershausen verwundet und 1788 verabschiedet. Von 1793 bis 1798 war er Landvogt in Lausanne, ein Amt, in welchem er „wenig Geschick“ zeigte. „Im Februar 1798 besetzte Büren als Kommandant der aargauischen Division eigenmächtig das aufständische Aarau, versagte dann aber bei der Verteidigung Solothurns gegen die Franzosen.“